# Adolescence à Samoa
Adolescence à Samoa est un essai anthropologique de Margaret Mead paru en 1928 en anglais sous le titre Coming of Age in Samoa. L'anthropologue américaine y étudie la jeunesse d'une île samoane, Ta‘ū, en particulier ses adolescentes. Préfacé par Franz Boas, ce livre est l'un des plus lus et des plus controversés de sa discipline. Il a été traduit en français dans un ouvrage de 1963 intitulé Mœurs et sexualité en Océanie, lequel contient un autre essai de l'auteur daté lui de 1935, Trois sociétés primitives de Nouvelle-Guinée.

## La controverse
Margaret Mead publie en 1928 Adolescence à Samoa, qui devient un best-seller vendu à plusieurs millions d'exemplaires dans le monde entier, et publié en édition de poche dans les années 1960.
Elle expose sa thèse dans les premières pages de son livre, traduit dans la deuxième partie de Mœurs et sexualité en Océanie.

« Raisonnant d'après ses observations du comportement de l'homme adulte chez d'autres civilisations, l'anthropologue parvient souvent aux mêmes conclusions que le « behavioriste », qui étudie le tout jeune enfant, non encore façonné par son milieu. Se penchant, lui aussi, sur le problème de l'adolescence, il lui apparut que certains comportements de l'adolescent dépendaient du milieu social — révolte contre l'autorité, doutes religieux, idéalisme, luttes et conflits — cependant qu'on voudrait en faire une caractéristique d'un certain stade de développement physique. »

La description des adolescentes samoanes qui suit les décrit détachées des contraintes sociales, désinvoltes ; elles ignorent les malheurs de l'adolescent américain, elles vivent dans une société de tolérance, sans conflit, où « l'activité sexuelle est une chose naturelle et agréable » à laquelle les adolescentes, en particulier, s'adonnent librement. Cette vision de l'amour sous les palmiers fit l'effet d'une bombe dans l'Amérique puritaine des années 1920.
Des objections s'élèvent dès l'après-guerre. Comment peut-on décrire ainsi une société où, comme le dit d'ailleurs Mead en passant dans son propre livre, la virginité des jeunes mariées est requise, où les jeunes filles sont soumises à leurs frères, et où aucune option ne leur est ouverte ? Des ethnologues ayant travaillé à Samoa ou Samoans critiquent Adolescence à Samoa, sans se faire entendre.

### Polémique posthume
En 1983, cinq ans après la mort de Margaret Mead, l'anthropologue néo-zélandais Derek Freeman, qui connaît particulièrement les Samoa et en parle la langue, publie Margaret Mead and Samoa: The Making and Unmaking of an Anthropological Myth, livre dans lequel il réfute les principales conclusions de Mead à propos de la sexualité au sein de la société samoane, estimant que ses informateurs l'ont induite en erreur, tout en appuyant son analyse de la société samoane sur une vision éthologique se référant à Karl Popper, qui semble d'un autre âge.
L'Association Anthropologique Américaine, qu'elle a présidée en 1960, vote en 1983 une motion considérant l'ouvrage critique de Freeman comme « mal écrit, pas scientifique, irresponsable et trompeur. » La dispute Mead-Freeman devient une controverse universitaire majeure, nombre d'universitaires prenant parti pour l'un ou l'autre. Les défenseurs de Margaret Mead attaquent l'orientation du travail de Freeman, sans réfuter les erreurs qu'il relève dans Adolescence à Samoa. Hors du milieu anthropologique universitaire, l'ouvrage de Margaret Mead est défendu par les partisans du libéralisme sexuel ou du freudo-marxisme, qui appuient leurs thèses sur ses écrits[réf. souhaitée]. Après avoir présenté le débat, Daniel de Coppet, directeur d'études à l'École des hautes études en sciences sociales de Paris prend dans l'Encyclopædia Universalis la défense de Margaret Mead, concluant qu'« en anthropologie, Margaret Mead reste plus sensible et plus subtile que son plus acharné détracteur ». En Amérique, plusieurs anthropologues, cependant, remettent en cause à la fois les affirmations de Mead sur Samoa, la « défense passionnée de tous ses travaux », et ses procédés autoritaires à la tête des institutions universitaires.
Martin Orans, prenant un point de vue positiviste, ne « trouve rien de scientifique » dans le rapport que Margaret Mead fait des Samoans, qu'on pourrait juger par cette formule tranchante : « même pas faux ». Ayant étudié les sources de terrain de Margaret Mead et de Derek Freeman, Orans conclut que ses informateurs ne l'ont nullement induite en erreur, mais qu'elle est arrivée à Samoa avec un schéma préconçu, qui aura orienté les réponses par les questions qu'elle demande à son interprète de poser, et interprété les faits qu'elle recueille en faveur de ce schéma. En effet, Margaret Mead a vécu pendant 5 mois dans un poste américain sans jamais participer longuement à la vie quotidienne et cérémonielle du village, car elle conduisait des entretiens par interprète, avec 50 jeunes filles.
Jusqu'en 1997 pour le moins, et « dans tout le monde anglophone et même ailleurs, ce livre de Mead fut l’étude la plus citée, sans interruption depuis 1928, dans les encyclopédies, les ouvrages de vulgarisation et les débats de toute sorte, dès qu’il s’agissait de parler d’éducation, de sexualité et d’adolescence. Le livre faisait partie du savoir universel, celui qu’on n’a plus à examiner, mais que l’on doit citer ». Son succès s'explique parce qu'il a « projeté des idéaux de l'Amérique bohème sur d'autres contextes culturels ».

### Le mythe fondateur

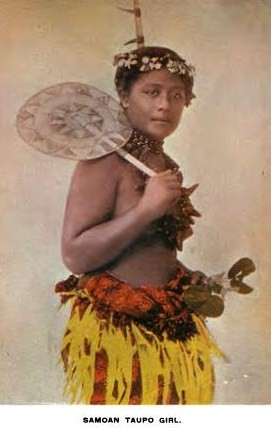
Jeune fille de Samoa, c. 1896.

L'ethnologue français Serge Tcherkézoff retracera l'historique et les enjeux de cette polémique dans un ouvrage publié en 2001 sous le titre : Le mythe occidental de la sexualité polynésienne. Il conclut que « la renommée acquise par le livre de Mead découle d'un malentendu inauguré un siècle et demi auparavant » et que le « mythe occidental sur la Polynésie », illustré dès les Supplément au voyage de Cook et Supplément au Voyage de Bougainville était la cause profonde de l'erreur de Mead aussi bien que de son succès, et que cela expliquait la vigueur avec laquelle de nombreux collègues l'ont défendue après sa mort.
Ce mythe a pris naissance en conséquence d'un malentendu catastrophique survenu à l'arrivée des premiers occidentaux au XVIIIe siècle. Terrorisés par les ravages faits par les canons du premier navire européen, qu'ils ont tenté de repousser, les Tahitiens envoyèrent aux navires suivants des jeunes filles afin d'amadouer leurs occupants. Les arrivants décrivirent ce sacrifice, à leur retour en Europe, comme une preuve de l'innocence des Polynésiens ; tandis que leur nudité ordinaire évoquera pour les chrétiens la description biblique du Paradis.
De cet équivoque historique naîtra le mythe de la Polynésie qui se développe dans l'imaginaire européen à la faveur de la contradiction entre les conceptions individualistes et la répression de la sexualité. Finalement, la liberté sexuelle des habitants des îles de Samoa telle que la décrivait l'ouvrage de Margaret Mead correspondait « à ce qu'on sait [ou plutôt à ce que l'Occident croyait savoir] de la Polynésie », bien que les faits fussent à peu près entièrement réfutés.
Par delà l'essai de Margaret Mead, la question centrale est, pour Serge Tcherkézoff, de comprendre comment a pu se constituer « le consensus des anthropologues, ainsi que du grand public, autour du travail naïf, parfois ridicule, d’une jeune étudiante inexpérimentée ».